# Вја Трецо (Милано)
Вја Трецо је насеље у Италији у округу Милано, региону Ломбардија.
Према процени из 2011. у насељу је живело 43 становника. Насеље се налази на надморској висини од 169 м.